# Sylvicola ater
Sylvicola ater är en tvåvingeart som först beskrevs av Edwards 1919.  Sylvicola ater ingår i släktet Sylvicola och familjen fönstermyggor.
Artens utbredningsområde är Ecuador. Inga underarter finns listade i Catalogue of Life.